# Dirk Kempthorne

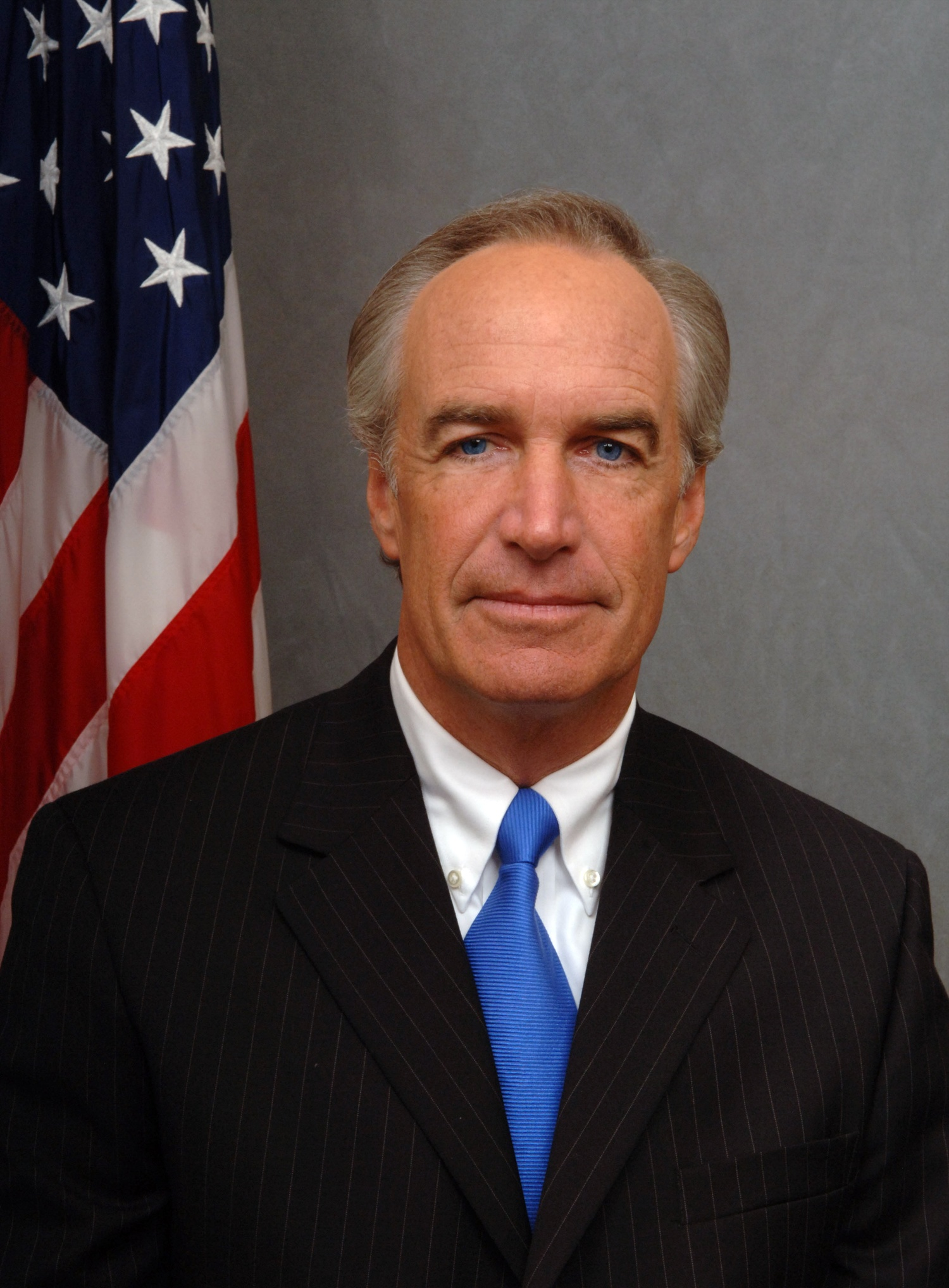
Dirk Kempthorne (2006)

Dirk Arthur Kempthorne (* 29. Oktober 1951 in San Diego, Kalifornien) ist ein US-amerikanischer Politiker (Republikanische Partei). Er war vom 26. Mai 2006 bis zum 20. Januar 2009 Innenminister der Vereinigten Staaten unter Präsident George W. Bush.
Er schloss im Jahr 1975 sein Studium der Politikwissenschaften an der University of Idaho ab. Seine politische Karriere begann 1986 als Bürgermeister von Boise, von 1993 bis 1999 vertrat er die Interessen von Idaho im Senat der Vereinigten Staaten. Ab 1999 war er der 30. Gouverneur dieses Bundesstaates. Zwischen 2003 und 2004 führte er den Vorsitz der National Governors Association.
Am 26. Mai 2006 wurde seine Nominierung zum Innenminister vom Senat bestätigt, und er trat noch am selben Tag sein neues Amt an. Wenige Stunden zuvor war er als Gouverneur von Idaho zurückgetreten. Mit dem Ende von George W. Bushs Präsidentschaft schied auch Kempthorne im Januar 2009 aus der Regierung aus.